# 엑소시스트 5 - 오리지널 프리퀄
엑소시스트 5 - 오리지널 프리퀄(Dominion: Prequel To The Exorcist)은 미국에서 제작된 폴 슈레이더 감독의 2005년 공포, 스릴러 영화이다. 스텔란 스카스가드 등이 주연으로 출연하였고 제임스 G. 로빈슨 등이 제작에 참여하였다.

## 출연

### 주연
- 스텔란 스카스가드
- 가브리엘 만
- 클라라 벨라
- 빌리 크로포드
- 랠프 브라운

### 조연
- 이스라엘 오옐루마데
- 앤드류 프렌치
- 안토니 카메링
- 줄리안 워드험

## 제작진
- 원작자: 윌리엄 피터 블래티
- 프로듀서: 웨인 모리스
- 공동제작: 웨인 모리스
- 공동제작: 아트 샤퍼
- 조감독: 아론 바스키
- 조감독: 엠마 호턴
- 미술: 존 그레이스마크
- 의상: 루크 라이클
- 배역: 팜 딕슨